# Vidas de los doce césares
Las Vidas de los doce césares (De vita Caesarum, en latín) es una obra escrita por Suetonio que narra las biografías de los doce primeros césares romanos. Es posible que se haya publicado en el año 121.

## Contenido
Son biografías de doce césares, desde Julio César hasta Domiciano. Si bien se ha criticado el exceso de anécdotas escabrosas, su ingenuidad y el interés que despierta la vida privada de los césares han hecho que su obra no haya dejado nunca de interesar tanto a los estudiosos como al gran público.
En cada vida empiezan con un primer apartado que aborda la historia de sus padres y sus primeros años. El segundo apartado se ocupa de los años de poder; el tercero, de sus características personales; y el cuarto, de la muerte del emperador. Más que describir caracteres o detallar la psicología de cada uno de los césares biografiados, Suetonio deja que las anécdotas, tanto personales como relativas al ejercicio del poder, arrojen luz sobre los que fueron los hombres más poderosos de su tiempo. A veces la vida privada y el gobierno se entremezclan con brutalidad, como cuando en la biografía de Tiberio se cuenta del que fue sucesor de Augusto que «su crueldad no conoció freno ni límites cuando supo finalmente que su hijo Druso, a quien creía muerto a consecuencia de una enfermedad provocada por su intemperancia, había sido envenenado por su esposa Livila y por Sejano».
La crítica posterior ha señalado que Suetonio perjudicó a aquellos emperadores que no eran favorables a su partido. A partir de los datos de otros historiadores se deduce, sin embargo, que no tuvo que esforzarse mucho para lograrlo. Además, son notables las anécdotas referidas a las extravagancias cometidas por los césares, como en la biografía de Calígula, donde Suetonio cuenta que este emperador fue creador «de una nueva especie de baños, de manjares extraordinarios y de banquetes monstruosos, lavábase con esencias unas veces calientes y otras frías; tragaba perlas de crecido precio disueltas en vinagre; hacía servir a sus convidados panes y manjares condimentados con oro, diciendo “que era necesario ser económico o vivir como César”». Cabe señalar también las continuas referencias a presagios, sueños y augurios, tanto positivos como negativos, que confirman la importancia de la superstición en la mentalidad de Roma. Por ejemplo, en la biografía de Vespasiano, dice que este «soñó en Acaya que empezaría para él y para los suyos una era de prosperidad el día en que extrajesen una muela a Nerón; a la mañana siguiente, cuando entró en la cámara de este príncipe, el médico le mostró una muela que acababa de extraerle».
Suetonio describe a veces escenas dramáticas como cuando dice que César reprobó al conspirador Bruto, diciéndole "¿también tú, hijo?" (Καὶ σὺ τέκνον —kai su, teknon), escena que inspiró después a la tragedia de Shakespeare Julio César.

### Los doce césares
Los doce césares, cuya vida se describe en esta obra son:
1. Julio César
2. Augusto
3. Tiberio
4. Calígula
5. Claudio
6. Nerón
7. Galba
8. Otón
9. Vitelio
10. Vespasiano
11. Tito
12. Domiciano

## Estado de conservación
Los manuscritos que se han conservado están todos incompletos, y en concreto, a todos ellos les faltan los párrafos introductorios de la vida de Julio César.

## Su autor
Poco se sabe de Cayo Suetonio Tranquilo, salvo lo que aparece en las cartas que él mismo escribió. Era contemporáneo de Tácito y Plinio el Joven. Además, era miembro de una familia del ordo equester y estudió en Roma lengua, gramática y retórica. Fue secretario ab epistulis, jefe de aquellos que atendían la correspondencia del emperador Adriano, gracias a su amistad y recomendación de Plinio el Joven. Se sabe que gozó del favor de la corte y que cayó en desgracia por «haberse permitido demasiadas familiaridades con la emperatriz Sabina».

## Influencia
Las Vidas de los doce césares fue imitada y continuada con los doce césares siguientes, de Nerva a Heliogábalo, por los Caesares de Marius Maximus, y sirvió de modelo para la Historia secreta del historiador bizantino Procopio de Cesarea; también inspiró las biografías posteriores de emperadores (la Historia augusta, que, de hecho, se cree pudo plantearse como una continuación de la obra de Suetonio y de Maximus), de los papas y de otros grandes líderes de la historia. En España influyó poderosamente en el político y escritor radical Eduardo Barriobero, quien estudió al autor y lo tradujo en su obra Roma galante bajo los Césares; Suetonius, secretario del emperador Adriano; primera versión directa al castellano, con un estudio biográfico-crítico del autor, Madrid: Ginés Carrión, 1907. Al año siguiente imprimió una de las mejores novelas arqueológico-históricas hechas en español, Syncerasto el parásito (1908).

## Ediciones
- Suetonio Tranquilo, Cayo. Vida de los doce césares. Obra completa. Madrid: Editorial Gredos.

1. Volumen I: libros I–III. 1992 [1ª edición, 2ª impresión]. ISBN 9788424914929.
2. Volumen II: libros IV–VIII. 1992 [1ª edición, 2ª impresión]. ISBN 9788424914943.

- Suetonio Tranquilo, Cayo (1990). Los doce césares. Barcelona: Editorial Iberia. ISBN 84-7082-053-2.